# Geoff Hunt
Pour les articles homonymes, voir Hunt.
Geoff Hunt, né le 11 mars 1947 à Melbourne, est un ancien joueur australien de squash. Il fut l'un des plus grands joueurs de tous les temps avec 4 titres de champion du monde et huit British Open. Il devint n°1 mondial en février 1976. Il est intronisé en 1993 dans le Temple de la renommée du squash et comme légende du Squash Australia Hall of Fame.

## Biographie
Geoff Hunt s'est affirmé comme l'un des plus grands joueurs à avoir jamais pratiqué ce sport, avec quatre titres de champion du monde et huit victoires au British Open
Geoff Hunt commence à jouer au squash à l'âge de 12 ans et se fait rapidement un nom en tant qu'amateur en remportant les championnats du monde amateurs de 1967 avant son 21e anniversaire alors qu'il allait remporter ce tournoi à deux reprises au cours des quatre années suivantes.
Il fait ensuite une percée sur la scène professionnelle avec une victoire en finale du British Open contre son compatriote Cam Nancarrow, vainqueur 3:0, avant de s'incliner en finale contre Jonah Barrington en 1970 et 1972 - ce dernier voyant Barrington se remettre d'une défaite 9:0 au premier jeu - l'a fait passer pour une seconde fois à côté du prestigieux titre.
Il atteint la finale une fois de plus en 1974 où une blessure de Mo Yasin lui permet d'obtenir sa deuxième couronne du British Open et il domine le tournoi entre 1976 et 1981, remportant six titres consécutifs lors du tournoi le plus ancien du sport, le plaçant au deuxième rang de la liste des gagnants de tous les temps.
Geoff Hunt remporte également le tout premier championnat du monde de squash en 1976. Cette victoire 3:2 sur le Pakistanais Mohibullah Khan donne le coup d'envoi d'une série qui lui permet de remporter trois championnats du monde consécutifs, le compatriote de Khan, Qamar Zaman, s'inclinant dans deux des finales.
Geoff Hunt  remporte son dernier titre de champion du monde en 1980 à l'âge de 33 ans - battant de nouveau Qamar Zaman - et il  finit au British Open avec une défaite finale contre la légende pakistanaise Jahangir Khan l'année suivante.
En plus d'être intronisé au Temple de la renommée du sport australien, Geoff Hunt a également été récompensé pour ses services de squash, recevant un MBE.
Après sa brillante carrière de joueur, il entraîne pendant 18 ans l'élite du squash australien à l'Australian Institute of Sport avant d'aller entraîner pendant 8 ans au Qatar puis de revenir entraîner en Australie.

## Palmarès

### Titres
- Open World : 4 titres (1976, 1977, 1979, 1980)
- British Open : 8 titres (1969, 1974, 1976, 1977, 1978, 1979, 1980, 1981)
- Australian Open : 2 titres (1980, 1981)
- Championnats du monde par équipes : 3 titres (1967, 1969, 1971)

### Finales
- Open World : 1981.
- British Open : 2 finales (1970, 1972).